# How Much Is the Fish?
Singles de Scooter
No Fate
(1997) We Are The Greatest/I Was Made For Lovin' You
(1998)
How Much Is the Fish? est une chanson de Scooter extraite de l'album No Time to Chill et sortie en juin 1998.

## Liste des pistes
| 1. | How Much Is the Fish?                | 3:45 |
| 2. | How Much Is The Fish? (Extendedfish) | 5:23 |
| 3. | How Much Is The Fish? (Clubfish)     | 6:11 |
| 4. | Sputnik                              | 3:06 |

## Samples
How Much Is the Fish? sample 2 chansons :
- Sieben Tage Lang de Bots (1980).
- 20th Century Fox Fanfare de Alfred Newman (1933).

How Much Is the Fish? est samplé dans 2 chansons:
- Bezel Up de Cam'ron feat. Vado (2010).
- Friends Turbo de Scooter (2011).

How Much Is the Fish? a été remixé une fois:
- How Much Is the Fish? (Clubfish) de Scooter (1998).

initialement, le sample reprend la chanson bretonne Son ar christr.

## Classements et certifications

### Classements hebdomadaires
| Classement (1995)                      | Meilleure position |
| -------------------------------------- | ------------------ |
| Allemagne (Media Control AG)           | 3                  |
| Autriche (Ö3 Austria Top 40)           | 9                  |
| Finlande (Suomen virallinen lista)     | 2                  |
| Belgique (Flandre Ultratop 50 Singles) | 1                  |
| Norvège (VG-lista)                     | 19                 |
| Pays-Bas (Nederlandse Top 40)          | 21                 |
| Suède (Sverigetopplistan)              | 23                 |
| Suisse (Schweizer Hitparade)           | 13                 |

### Certifications
| Pays             | Certification | Date | Ventes  |
| ---------------- | ------------- | ---- | ------- |
| Allemagne (BVMI) | Or            | 1995 | 250 000 |